# Rocznik Teologiczny
Rocznik Teologiczny – czasopismo naukowe Wydziału Teologicznego Chrześcijańskiej Akademii Teologicznej w Warszawie publikowane przez Wydawnictwo Naukowe ChAT.

## Historia
Zostało założone w 1936 jako periodyk Wydziału Teologii Ewangelickiej Uniwersytetu Warszawskiego. Po wymuszonej przerwie w okresie stalinowskim, ukazuje się od 1959 jako organ ChAT. Znajduje się na liście czasopism punktowanych Ministerstwa Nauki i Szkolnictwa Wyższego w części "B" (od grudnia 2015 przysługuje 9 punktów za publikację).
Do końca 2015 ukazało się (licząc od 1959) 57 woluminów (niektóre po 2 zeszyty i 4 zeszyty).

## Profil tematyczny
Jest to czasopismo teologiczne i ekumeniczne, publikujące teksty autorów polskich i zagranicznych, w języku polskim, angielskim, niemieckim i rosyjskim. Pod względem tematycznym obok opracowań z zakresu teologii, zamieszcza się w nim wypowiedzi z obszaru dyscyplin pokrewnych, jak historia, filozofia, filologia, pedagogika religijna i prawo wyznaniowe. Teksty publikowane są w formie m.in. artykułów, rozpraw, wspomnień, relacji, bibliografii tematycznych, recenzji. Czasopismo posiada część dokumentującą ("Kronika") działalność Wydziału Teologicznego ChAT.
Teksty zamieszczone w czasopiśmie są recenzowane przez samodzielnych pracowników nauki. Artykułom towarzyszą streszczenia i słowa kluczowe w języku publikacji i języku angielskim.

## Redakcja
Redaktorem naczelnym w 2015 został Jakub Slawik. Poprzednio funkcję tę pełnił Janusz Tadeusz Maciuszko. Obok redaktora naczelnego członkami redakcji są także: Jerzy Ostapczuk, Jerzy Sojka i Tadeusz J. Zieliński. Wcześniej członkami redakcji byli m.in. abp Jerzy (Pańkowski) i  bp Wiktor Wysoczański.